# Karmelitinnenkloster Tours
Das Karmelitinnenkloster Tours war ein Kloster der Unbeschuhten Karmelitinnen in Tours, Département Indre-et-Loire, im Erzbistum Tours in Frankreich.

## Geschichte
Die Selige Anna vom hl. Bartholomäus (1549–1626) gründete 1608 den Karmel in Tours. Das Kloster befand sich am Quai du Pont Neuf. 1844 wechselte der Konvent in das neue Gebäude in der Rue des Ursulines Nr. 13. Das Kloster nannte sich Carmel Notre-Dame de l’Incarnation (Karmel Unserer Lieben Frau von der Menschwerdung Gottes). Das berühmteste Konventsmitglied war Maria vom heiligen Petrus. 1994 verließen die Schwestern das zu groß gewordene Kloster, das heute als Maison Diocésaine (Bistumshaus) genutzt wird.